# دميتري زيتنيكوف
دميتري زيتنيكوف (الروسية: Житников, Дмитрий Валерьевич) مواليد 20 نوفمبر 1989 في زفولن، سلوفاكيا، هو لاعب كرة يد روسي يلعب كوسط مدافع. يلعب حاليا مع نادي فيسوا بوتسك لكرة اليد ويحمل الرقم 89. مثل منتخب روسيا لكرة اليد.

## سجل المنافسة
شارك في البطولات التالية:
- بطولة العالم لكرة اليد للرجال 2015
- بطولة أوروبا لكرة اليد للرجال 2014
- بطولة أوروبا لكرة اليد للرجال 2016

## روابط خارجية
- دميتري زيتنيكوف على موقع الاتحاد الأوروبي لكرة اليد (الإنجليزية)